# ازری کونسا
عزری کنسا (انگلیسی: Ezri Konsa؛ زادهٔ ۲۳ اکتبر ۱۹۹۷) بازیکن فوتبال اهل بریتانیا است. وی در پست مدافع برای باشگاه فوتبال استون ویلا بازی می‌کند. 
از باشگاه‌هایی که در آن بازی کرده‌است می‌توان به باشگاه فوتبال چارلتون اتلتیک و باشگاه فوتبال برنتفورد و باشگاه فوتبال استون ویلا اشاره کرد.
وی همچنین در تیم‌های ملی فوتبال زیر ۲۰ سال انگلستان و زیر ۲۱ سال انگلستان بازی کرده‌است.